# Sân bay Paris-Charles-de-Gaulle
Sân bay Paris-Charles-de-Gaulle (tiếng Pháp: Aéroport de Paris-Charles-de-Gaulle, IATA: CDG, ICAO: LFPG), còn gọi là Sân bay Roissy (hoặc đơn giản là Roissy trong tiếng Pháp), là sân bay quốc tế lớn nhất nước Pháp, đồng thời là một trong những trung tâm hàng không chính của thế giới. Sân bay mang tên Charles de Gaulle (1890–1970), người lãnh đạo các lực lượng Pháp tự do, người sáng lập Nền cộng hòa thứ năm của Pháp và cũng là Tổng thống Pháp từ năm 1959 đến 1969. Sân bay nằm cách thủ đô Paris 25 km về phía đông bắc, đóng vai trò là trạm trung chuyển chính của Air France và là trạm trung chuyển châu Âu của Delta Air Lines.
Năm 2013, sân bay tiếp nhận 62.052.917 hành khách thuộc 497.763 chuyến bay, trở thành sân bay bận rộn thứ tám trên thế giới và thứ hai tại châu Âu (sau sân bay London Heathrow) theo lượng hành khách phục vụ. Đồng thời, nó cũng là sân bay bận rộn thứ mười trên thế giới và thứ hai tại châu Âu (sau sân bay London Heathrow) theo số chuyến bay. Tính theo lượng hàng hóa vận chuyển, sân bay xếp thứ mười hai trên thế giới và xếp thứ hai tại châu Âu (sau sân bay Frankfurt) khi chuyên chở 2.150.950 tấn hàng hóa trong năm 2012.

## Vị trí
Sân bay Paris-Charles-de-Gaulle tọa lạc trên phần đất có diện tích 32,38 km², được lựa chọn sau khi cân nhắc các lựa chọn tương đối hữu hạn cho việc giải tỏa, trưng dụng đất đai và khả năng mở rộng sân bay trong tương lai. Nó nằm trên ba tỉnh và sáu xã khác nhau của Pháp:
- Tỉnh Seine-et-Marne: các xã Le Mesnil-Amelot (Ga 2E, 2F), Mauregard (Ga 1, 3), Mitry-Mory[7]
- Tỉnh Seine-Saint-Denis: các xã Tremblay-en-France (Ga 2A, 2B, 2C, 2D và Roissypôle)[7]
- Tỉnh Val-d'Oise: các xã Roissy-en-France và Épiais-lès-Louvres

Paris Aéroport là cơ quan duy nhất quản lý sân bay này. ADP còn điều hành các sân bay Orly, Le Bourget, Marsa Alam tại Ai Cập, và một số sân bay nhỏ ở ngoại ô Paris.

## Lịch sử

### Phát triển
Kế hoạch xây dựng sân bay Aéroport de Paris Nord (Sân bay Bắc Paris) bắt đầu vào năm 1966. Ngày 8 tháng 3 năm 1974, sân bay khánh thành, đổi tên thành sân bay Paris-Charles-de-Gaulle. Ga 1 thiết kế theo phong cách avant-garde, là tòa nhà mười tầng lầu hình trụ tròn vây quanh bởi 7 tòa nhà vệ tinh khác, mỗi tòa nhà có sáu cửa khẩu cho ánh sáng tự nhiên chiếu vào thông qua hệ thống thông khí. Paul Andreu là kiến trúc sư chính; ông đồng thời tham gia mở rộng sân bay trong nhiều thập kỷ tiếp theo.

### Nhận diện thương hiệu
Phông chữ Frutiger được sử dụng trên toàn bộ bảng hiệu của sân bay từ năm 1975. Mẫu chữ này ban đầu có tên gọi là Roissy, sau này được đổi tên theo nhà thiết kế Adrian Frutiger.
Trước năm 2005, mọi thông báo phát qua hệ thống loa phóng thay ở Ga 1 đều bắt đầu với tiếng chuông đặc biệt, gọi là "Indicatif Roissy" và sáng tác bởi Bernard Parmegiani vào năm 1971. Tiếng chuông này xuất hiện trong phim Frantic của Roman Polanski. Sau này, âm thanh này bị thay thế bởi tiếng chuông chính thức mang tên "Indicatif ADP".

## Các ga

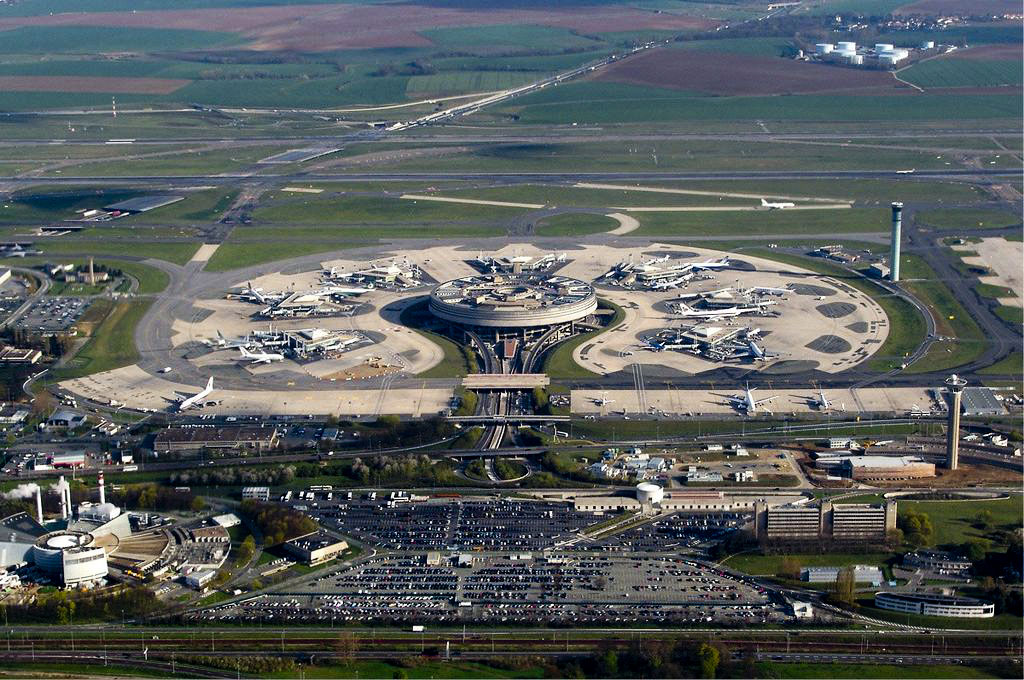
Ga 1 nhìn từ trên cao

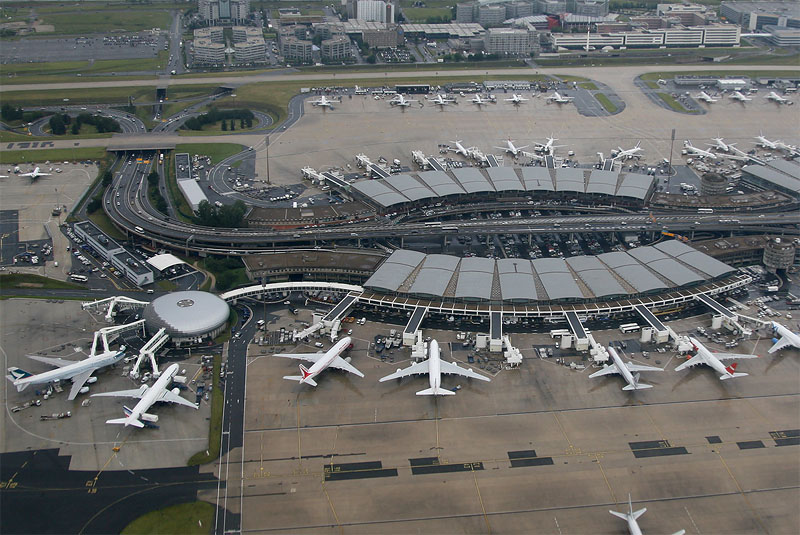
Ga 2A và 2B nhìn từ trên cao

Sân bay có ba ga. Ga 1 là ga hoạt động sớm nhất. Ga 2 ban đầu chỉ dành riêng cho Air France; tuy nhiên đã được mở rộng đáng kể và hiện đang phục vụ nhiều hãng hàng không khác. Ga 3 (T3, trước đây là T9) phục vụ các hãng hàng không giá rẻ hoặc bay thuê chuyến. Tàu CDGVAL là chuyến tàu điện nối kết các ga, trạm tàu và các bãi đậu xe.

### Ga 1

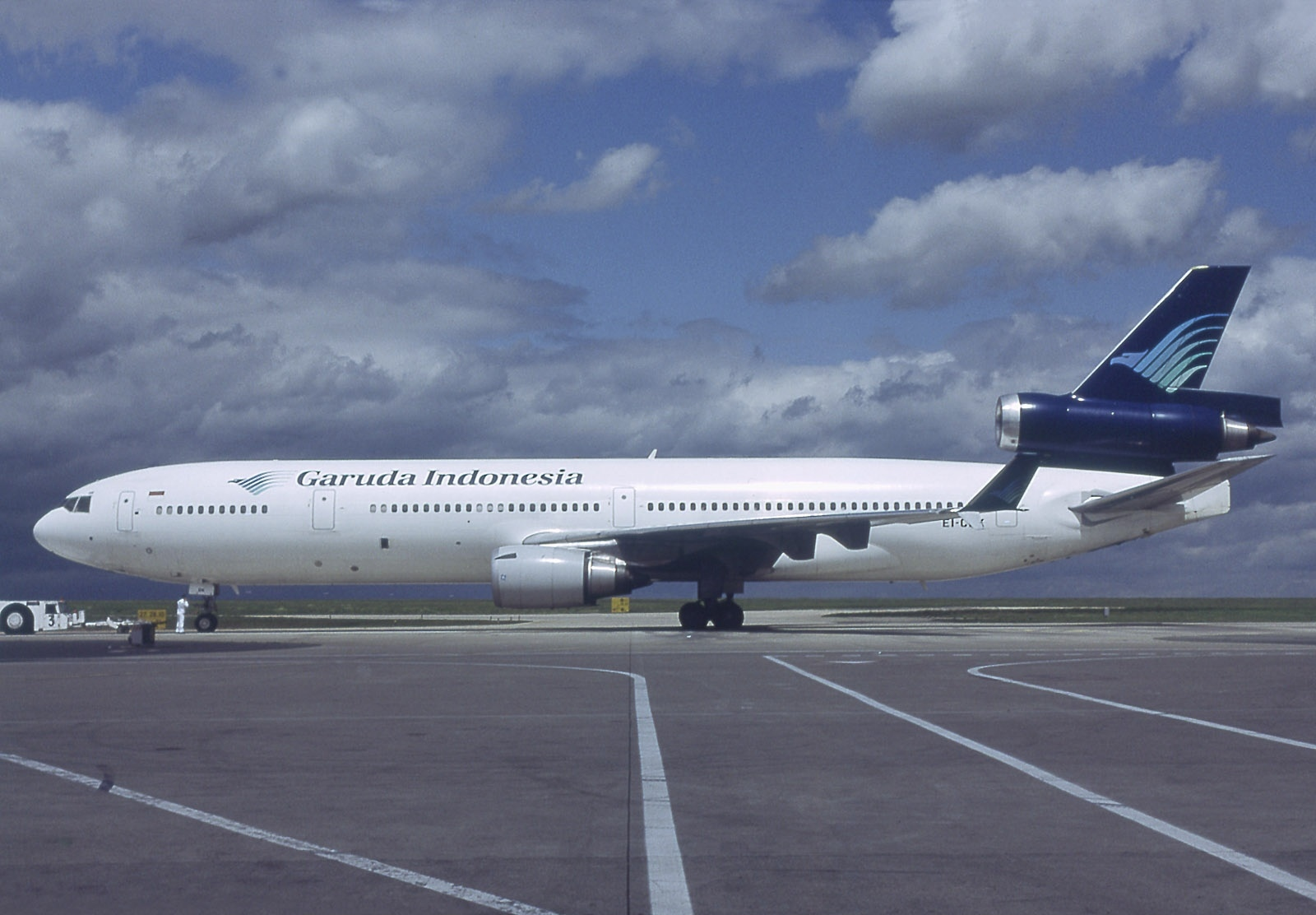
Máy bay McDonnell Douglas MD-11 của Garuda Indonesia đang chạy lăn gần Ga 1 năm 1994. Tại thời điểm này, Garuda Indonesia vẫn còn đường bay tới Pháp.

Ga 1 do Paul Andreu thiết kế, có hình dạng giống như con bạch tuộc. Nó bao gồm một kiến trúc hình trụ tròn nằm ở giữa thực hiện các chức năng như check-in và nhận hành lý. Bảy tòa nhà vệ tinh xung quanh kết nối với tòa nhà này bằng hệ thống đường ngầm.
Mỗi tầng lầu trong tòa nhà trung tâm phục vụ một mục đích khác nhau. Tầng thứ nhất dùng cho các chức năng kỹ thuật. Ở tầng thứ hai là các cửa hàng và nhà hàng, ga tàu CDGVAL và các quầy check-in thêm vào sau đợt nâng cấp mới đây. Phần lớn các quầy check-in nằm trên tầng ba; khách hàng còn có thể lên tầng này bằng xe taxi, xe buýt hoặc phương tiện khác bằng hệ thống đường nâng. Khách chuẩn bị khởi hành sẽ lên tầng bốn; tại đây có các cửa hàng miễn thuế, các chốt cửa khẩu, và nó liên kết với các tòa nhà vệ tinh bằng các đường hầm bên dưới mặt đường. Khách vừa hạ cánh sẽ di chuyển từ các tòa nhà vệ tinh đến tầng năm của tòa nhà chính để thực hiện các thủ tục hải quan và nhận hành lý. Bốn tầng trên cùng dùng cho công tác quản lý sân bay.

## Hãng hàng không và tuyến bay

### Hành khách

Các quốc gia có tuyến bay với sân bay Charles de Gaulle (bao gồm cả tuyến bay mùa đông và tuyến bay tương lai).

| Hãng hàng không                                    | Các điểm đến | Terminal / Hall |
| -------------------------------------------------- | --- | --------------- |
| Adria Airways                                      | Ljubljana, Tirana (bắt đầu từ ngày 31/3/2015) | 1               |
| Aegean Airlines                                    | Athens, Larnaca (tiếp tục lại từ ngày 30 Tháng 3 năm 2015) Mùa đông: Corfu (bắt đầu từ ngày 19 Tháng 4 năm 2015), Kalamata, Heraklion, Rhodes, Thessaloniki | 1               |
| Aer Lingus                                         | Cork, Dublin | 1               |
| Aeroflot                                           | Moscow–Sheremetyevo | 2C              |
| Aeroflot vận hành bởi Rossiya                      | Saint Petersburg | 2C              |
| Aeroméxico                                         | Thành phố México | 2E              |
| Aigle Azur                                         | Algiers | 2D              |
| Air Algérie                                        | Algiers, Constantine, Oran | 2C              |
| Air Armenia                                        | Yerevan | 2D              |
| Air Astana                                         | Astana (bắt đầu từ ngày 1 tháng 4, 2015) | 2D              |
| Air Austral                                        | Saint-Denis de la Réunion | 2C              |
| Air Canada                                         | Montréal–Trudeau, Toronto–Pearson | 2A              |
| Air China                                          | Bắc Kinh-Thủ đô, Thượng Hải-Phố đông | 1               |
| Air Europa                                         | Málaga, Valencia | 2F              |
| Air France                                         | Abidjan, Abuja, Algiers, Amman–Queen Alia, Antananarivo, Atlanta, Bamako, Bangkok–Suvarnabhumi, Bangalore, Bangui, Thủ đô-Bắc Kinh, Beirut, Birmingham, Bogotá, Boston, Brasilia, Brazzaville, Bucharest–Otopeni, Buenos Aires–Ezeiza, Cairo, Caracas, Casablanca, Conakry, Cotonou, Dakar, Delhi, Detroit, Djibouti, Douala, Dubai–International, Freetown–Lungi, Quảng Châu, Havana, Thành phố Hồ Chí Minh, Hong Kong, Houston–Intercontinental, Istanbul–Atatürk, Jakarta–Soekarno–Hatta, Jeddah, Johannesburg–Tambo, Kiev–Boryspil, Kinshasa–N'djili, Kuala Lumpur, Lagos, Libreville, Lima, Lomé, London‑Heathrow, Los Angeles, Luanda, Malabo, Manchester, Mauritius, Thành phố México, Miami, Monrovia, Montevideo, Montréal–Trudeau, Moscow–Sheremetyevo, Mumbai, N'djamena, New York–JFK, Niamey, Nouakchott, Osaka–Kansai, Ouagadougou, Panama City, Papeete, Pointe-Noire, Port Harcourt, Punta Cana, Rabat, Rio de Janeiro–Galeão, Riyadh, St Maarten, Saint Petersburg, San Francisco, Santo Domingo–Las Américas, Santiago de Chile, São Paulo–Guarulhos, Seoul–Incheon, Thượng Hải-Phố Đông, Singapore, Tel Aviv–Ben Gurion, Tokyo–Haneda, Tokyo–Narita, Toronto–Pearson, Tunis, Vancouver (bắt đầu từ ngày 29 tháng 3 năm 2015), Washington–Dulles, Yaoundé, Vũ Hán, Yerevan, Zagreb Mùa đông: Cancún, Cape Town, Cayenne, Chicago–O'Hare, Minneapolis/St. Paul, Sofia | 2E              |
| Air France                                         | Amsterdam, Athens, Barcelona, Berlin–Tegel, Bologna, Bordeaux, Brest, Budapest, Copenhagen, Düsseldorf, Florence, Frankfurt, Geneva, Hamburg, Lisbon, Lyon, Madrid, Marseille, Milan–Linate, Montpellier, Munich, Nantes, Naples, Nice, Prague, Rome–Fiumicino, Stockholm-Arlanda, Stuttgart, Toulouse, Venice, Vienna, Warsaw–Chopin, Zürich Mùa đông thuê chuyến: Trieste (bắt đầu từ ngày 11 Tháng 4 năm 2015) | 2F              |
| Air France vận hành bởi CityJet                    | Dublin, Newcastle upon Tyne | 2E              |
| Air France vận hành bởi CityJet                    | Hanover, Stuttgart, Turin | 2G              |
| Air France vận hành bởi HOP!                       | Aberdeen, Edinburgh, Zagreb | 2E              |
| Air France vận hành bởi HOP!                       | Basel/Mulhouse, Bilbao, Billund, Bremen, Brest, Clermont-Ferrand, Genoa, Gothenburg–Landvetter, Hanover, Ljubljana, Nuremberg, Oslo-Gardermoen, Pau, Rennes, Stavanger–Sola, Verona, Vigo | 2G              |
| Air India                                          | Delhi | 2C              |
| Air Lituanica                                      | Vilnius | 1               |
| Air Madagascar                                     | Antananarivo | 2C              |
| Air Malta                                          | Malta | 2D              |
| Air Mauritius                                      | Mauritius | 2E              |
| Air Serbia                                         | Belgrade | 2D              |
| Air Tahiti Nui                                     | Los Angeles, Papeete | 2A              |
| Air Transat                                        | Sân bay quốc tế Montreal–Trudeau, Sân bay quốc tế Toronto–Pearson Mùa đông: Calgary, Québec City, Vancouver | 3               |
| airBaltic                                          | Riga, Tallinn | 2D              |
| Alitalia                                           | Milan–Linate, Sân bay quốc tế Rome–Fiumicino | 2F              |
| All Nippon Airways                                 | Tokyo–Haneda, Tokyo–Narita | 1               |
| American Airlines                                  | Chicago–O'Hare, Dallas/Fort Worth, Miami, New York–JFK Mùa đông: Boston | 2A              |
| Arkia Israel Airlines                              | Tel Aviv–Ben Gurion Mùa đông: Eilat–Ovda | 3               |
| Asiana Airlines                                    | Seoul–Incheon | 1               |
| Austrian Airlines vận hành bởi Tyrolean Airways    | Vienna | 2D              |
| Azerbaijan Airlines                                | Baku | 2D              |
| Belavia                                            | Minsk–National | 2D              |
| BMI Regional                                       | Bristol (bắt đầu từ ngày 27 Tháng 4 năm 2015) | TBA             |
| British Airways                                    | London–Heathrow | 2A              |
| Brussels Airlines                                  | Brussels | 1               |
| Bulgaria Air                                       | Sofia | 2D              |
| Cathay Pacific                                     | Hong Kong | 2A              |
| Camair-Co                                          | Douala, Yaoundé | 1               |
| China Eastern Airlines                             | Kunming, Thượng Hải-Phố đông | 2E              |
| China Southern Airlines                            | Quảng Châu | 2E              |
| Croatia Airlines                                   | Zagreb Mùa đông: Dubrovnik, Pula, Split, Zadar | 1               |
| Czech Airlines                                     | Prague | 2D              |
| Delta Air Lines                                    | Atlanta, Cincinnati, Detroit, Minneapolis/St. Paul, New York–JFK, Newark, Salt Lake City, Seattle/Tacoma Mùa đông: Boston, Chicago–O'Hare, Philadelphia, Pittsburgh | 2E              |
| easyJet                                            | Agadir, Barcelona, Belfast–International, Biarritz, Bologna, Bristol, Budapest, Casablanca, Catania, Copenhagen, Edinburgh, Glasgow, Kraków, Lisbon, Liverpool, London–Gatwick, London–Luton, Madrid, Málaga, Marrakech, Milan–Malpensa, Naples, Nice, Porto, Prague, Tel Aviv–Ben Gurion (bắt đầu từ ngày 30 Tháng 3 năm 2015), Tenerife–South, Toulouse, Venice Mùa đông: Ajaccio, Bastia, Corfu, Figari, Heraklion, Ibiza, Mahón, Palma de Mallorca, Split | 2D              |
| EgyptAir                                           | Cairo Mùa đông: Luxor | 1               |
| El Al                                              | Tel Aviv–Ben Gurion Mùa đông: Eilat–Ovda | 2A              |
| Emirates                                           | Dubai–International | 2C              |
| Enter Air                                          | Mùa đông thuê chuyến: Kittila | 3B              |
| Equatorial Congo Airlines                          | Brazzaville, Pointe-Noire | 1               |
| Ethiopian Airlines                                 | Addis Ababa | 2A              |
| Etihad Airways                                     | Abu Dhabi | 2C              |
| Eurolot                                            | Wrocław (kết thúc từ ngày 31/3/2015) | 3               |
| Europe Airpost                                     | Mùa đông: Calvi, Dublin, Halifax Mùa đông thuê chuyến: Budapest, Dubrovnik, Porto, Seville | 3               |
| EVA Air                                            | Đài Bắc-Đào Viên | 1               |
| Finnair                                            | Helsinki | 2D              |
| Flybe                                              | Aberdeen, Birmingham, Bournemouth (bắt đầu từ ngày 18/5/2015), Cardiff (bắt đầu từ ngày 1 Tháng 6 năm 2015), Edinburgh, Exeter, Manchester, Newcastle | 2E              |
| Freebird Airlines                                  | Mùa đông thuê chuyến: Antalya, Dalaman | 3               |
| Georgian Airways                                   | Mùa đông: Tbilisi | 2D              |
| Germanwings                                        | Berlin–Tegel, Düsseldorf, Hamburg | 1               |
| Gulf Air                                           | Bahrain | 2C              |
| Hainan Airlines                                    | Hàng Châu, Tây An | 2A              |
| Hunnu Air                                          | Mùa đông: Ulan Bator | 2D              |
| Iberia Express                                     | Madrid (bắt đầu từ ngày 7 Tháng 9 năm 2015) | TBA             |
| Icelandair                                         | Reykjavík–Keflavík | 1               |
| Israir Airlines                                    | Mùa đông: Tel Aviv–Ben Gurion | 2A              |
| Japan Airlines                                     | Tokyo–Haneda, Tokyo–Narita | 2E              |
| Jet2.com                                           | Leeds/Bradford, Manchester | 3               |
| Jet Airways                                        | Mumbai | 2C              |
| Kenya Airways                                      | Nairobi–Kenyatta | 2C              |
| KLM                                                | Amsterdam | 2F              |
| Korean Air                                         | Seoul–Incheon | 2E              |
| Kuwait Airways                                     | Kuwait, Sân bay quốc tế Rome–Fiumicino | 1               |
| La Compagnie                                       | Newark | 1               |
| LOT Polish Airlines                                | Warsaw–Chopin | 1               |
| Lufthansa                                          | Frankfurt, Munich | 1               |
| Lufthansa Regional vận hành bởi Lufthansa CityLine | Munich | 1               |
| Luxair                                             | Luxembourg | 2G              |
| Malaysia Airlines                                  | Kuala Lumpur | 1               |
| Middle East Airlines                               | Beirut | 2C              |
| Montenegro Airlines                                | Podgorica Mùa đông: Tivat | 2D              |
| Norwegian Air Shuttle                              | Austin, Oslo, Stockholm, Boston, Denver, Fort Lauderdale, New York, Oakland, Orlando, San Francisco, Los Angeles | 1               |
| Oman Air                                           | Muscat | 2A              |
| Onur Air                                           | Istanbul-Ataturk | 1               |
| Pakistan International Airlines                    | Islamabad, Karachi, Lahore | 1               |
| Qatar Airways                                      | Doha | 1               |
| Royal Air Maroc                                    | Casablanca | 1               |
| Royal Jordanian                                    | Amman–Queen Alia | 2A              |
| SATA International                                 | Mùa đông: Ponta Delgada | 1               |
| Saudia                                             | Jeddah, Riyadh | 2C              |
| Scandinavian Airlines                              | Copenhagen, Oslo–Gardermoen, Stockhol-Arlanda Mùa đông: Stavanger–Sola, Tromsø | 1               |
| Singapore Airlines                                 | Singapore | 1               |
| SmartWings vận hành bởi Travel Service             | Theo mùa mùa hè: Ostrava, Prague | 3               |
| SriLankan Airlines                                 | Colombo–Bandaranaike | 1               |
| Sun d'Or vận hành bởi El Al                        | Tel Aviv–Ben Gurion | 2A              |
| SunExpress                                         | Izmir Mùa đông: Antalya (bắt đầu từ ngày 20 Tháng 4 năm 2015), Dalaman (bắt đầu từ ngày 25 Tháng 4 năm 2015) | 1               |
| Swiss International Air Lines                      | Zürich | 1               |
| Syphax Airlines                                    | Djerba, Sfax, Tunis | 1               |
| TACV Cabo Verde Airlines                           | Sal, São Vicente | 1               |
| TAM Airlines                                       | São Paulo–Guarulhos | 1               |
| TAROM                                              | Bucharest–Otopeni | 2E              |
| Thai Airways                                       | Bangkok–Suvarnabhumi | 1               |
| Tunisair                                           | Djerba, Monastir | 3               |
| Turkish Airlines                                   | Ankara, Istanbul–Atatürk, Istanbul–Sabiha Gökçen | 1               |
| Turkmenistan Airlines                              | Ashgabat | 2D              |
| Ukraine International Airlines                     | Kiev–Boryspil | 2D              |
| United Airlines                                    | Chicago–O'Hare, Newark, San Francisco, Washington–Dulles | 1               |
| Ural Airlines                                      | Yekaterinburg | 2D              |
| Uzbekistan Airways                                 | Tashkent | 2C              |
| Vietnam Airlines                                   | Hà Nội, Thành phố Hồ Chí Minh | 2E              |
| Volotea                                            | Mùa đông: Olbia | 3               |
| Vueling                                            | Barcelona, Madrid, Santiago de Compostela | 3               |
| WOW air                                            | Reykjavík–Keflavík | 3               |
| XL Airways France                                  | Cancún, Fort-de-France, Pointe-à-Pitre, Punta Cana Mùa đông: Ajaccio, Bastia, Catania, Dzaoudzi, Figari, Las Palmas de Gran Canaria, Las Vegas, Miami, New York–JFK, Palermo, Saint-Denis de la Réunion, San Francisco | 2A, 3           |
| Yemenia                                            | Cairo, Sana'a | 1               |

### Hàng hóa
| Hãng hàng không                               | Các điểm đến |
| --------------------------------------------- | --- |
| Air France Cargo                              | Algiers, Antananarivo, Atlanta, Bahrain, Bamako, Bangui, Boston, Brazzaville, Cairo, Casablanca, Chicago–O'Hare, Dammam, Djibouti, Douala, Dubai-International, Dublin, Guadalajara, Thành phố Hồ Chí Minh, Hong Kong, Houston–Intercontinental, Jeddah, Kuwait, Thành phố México, Nairobi‑Jomo Kenyatta, N'djamena, New York–JFK, Nouakchott, Ouagadougou, Pointe-Noire, Port Harcourt, Porto, Prestwick, Saint‑Denis de la Réunion, Seoul–Incheon, Thượng Hải-Phố Đông, Tokyo–Narita, Toronto–Pearson, Tripoli, Tunis, Zaragoza |
| Air France Cargo vận hành bởi Martinair Cargo | Niamey |
| Air France Cargo vận hành bởi MNG Airlines    | Istanbul–Atatürk |
| Cargo Garuda Indonesia                        | Jakarta–Soekarno–Hatta |
| Cathay Pacific Cargo                          | Delhi, Frankfurt, Hong Kong, London–Heathrow, Mumbai |
| China Airlines Cargo                          | Đài Bắc-Đào Viên |
| China Cargo Airlines                          | Thượng Hải-Phố Đông |
| DHL Aviation                                  | Casablanca, Leipzig/Halle, London–Heathrow |
| Europe Airpost                                | Bordeaux, Brest, Lorient, Lourdes, Lyon, Nantes, Nice, Pau, Toulouse |
| FedEx Express                                 | Amsterdam, Athens, Barcelona, Basel/Mulhouse, Birmingham, Cologne/Bonn, Copenhagen, Delhi, Dubai-International, Quảng Châu, Helsinki, Hong Kong, Indianapolis, Istanbul–Atatürk, London–Stansted, Madrid, Memphis, Milan–Malpensa, Mumbai, Munich, Newark, Stockholm–Arlanda, Tel Aviv–Ben Gurion, Tokyo-Narita, Vienna |
| FedEx Feeder vận hành bởi Air Contractors     | Belfast-International, Berlin–Schönefeld, Cork, Frankfurt, Hamburg, Lyon, Manchester, Newcastle upon Tyne, Nice, Prague, Rome-Fiumicono, Stuttgart, Toulouse, Warsaw-Chopin |
| FedEx Feeder vận hành bởi Swiftair            | Hannover |
| Korean Air Cargo                              | Seoul–Incheon |
| MNG Airlines                                  | Cologne/Bonn, Istanbul–Atatürk, London-Luton |
| Swiftair                                      | Madrid |
| TMA Cargo                                     | Beirut, Tripoli |
| TNT Airways                                   | Liège |
| Turkish Airlines Cargo                        | Istanbul–Atatürk |
| UPS Airlines                                  | Cologne/Bonn, Louisville |
| UPS Airlines vận hành bởi Star Air            | Cologne/Bonn |